# John Crow Mountains
Le John Crow Mountains sono una catena montuosa della Giamaica che si estende parallelamente alla costa nord-orientale dell'isola. Sono una prosecuzione delle Blue Mountains.